# Cubryńska Kopka

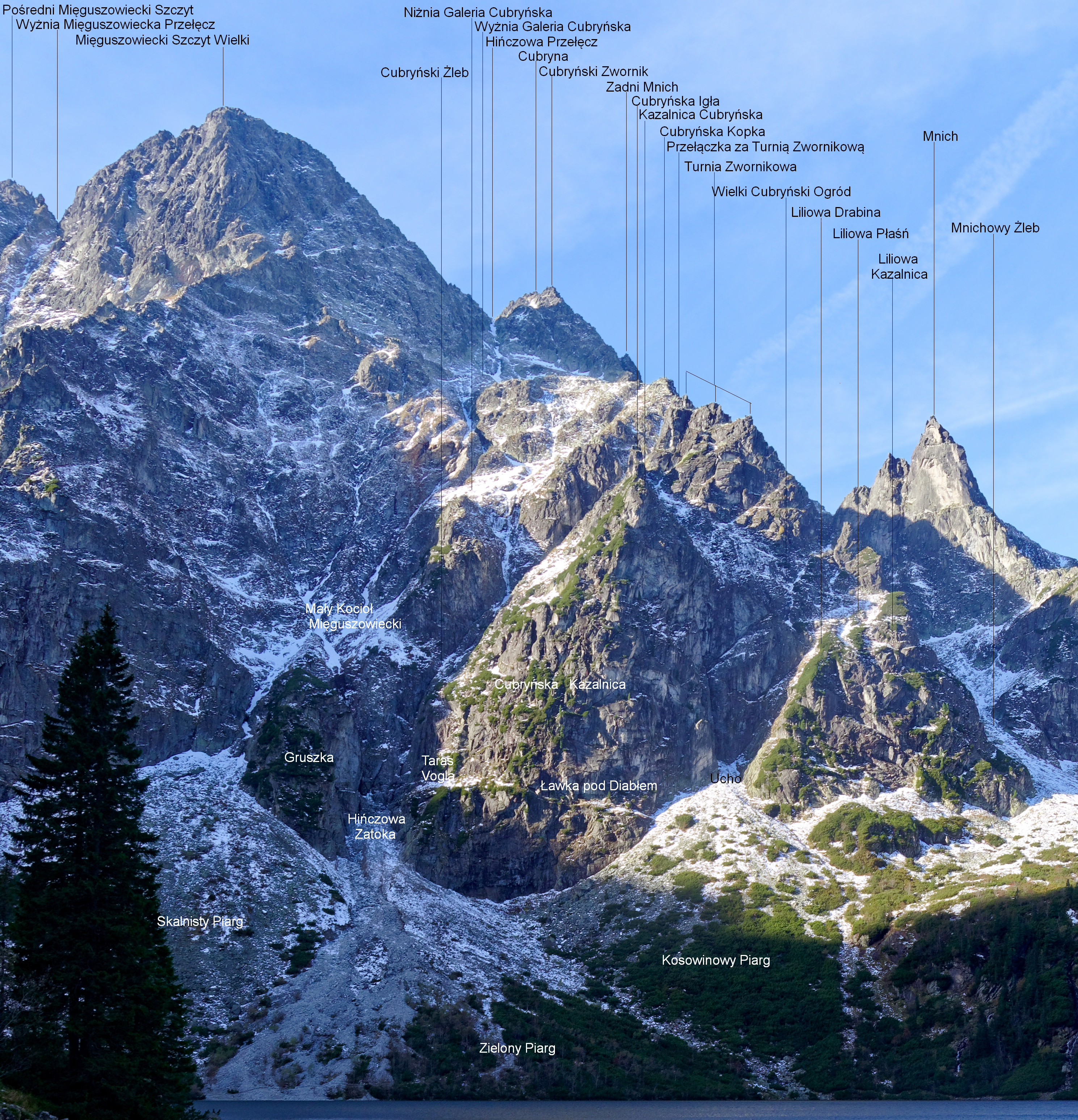
Cubryńska Kopka wśród podpisanych obiektów

Cubryńska Kopka (słow. Čubrinská kôpka, węg. Csubrinai-púp) – kopka w masywie Cubryny w Tatrach Polskich. Wznosi się w jej północnej grani między Wielką Galerią Cubryńską a Przełączką za Turnią Zwornikową. Od jej szczytu w kierunku północno-wschodnim biegnie wybitna, skalista grzęda. Jej górna część jest mało stroma, natomiast w dole opada pionową ścianą do Cubryńskiego Żlebu. W dolnej części tej ściany znajduje się wielki okap. Po południowo-zachodniej stronie Cubryńskiej Kopki znajduje się Cubryńska Szczerbinka oddzielająca ją od północnej grani Cubryny.
Nazwę Cubryńskiej Kopki wprowadził Władysław Cywiński w 8 tomie przewodnika „Tatry”. Przez Cubryńską Kopkę, a także jej północno-wschodnią grzędę prowadzą taternickie drogi wspinaczkowe.